# Episodi di The Looney Tunes Show

## Stagione 1
| Nº | Titolo                       | Titolo originale          | Prima TV USA      | Prima TV Italia  |
| -- | ---------------------------- | ------------------------- | ----------------- | ---------------- |
| 1  | Migliori amici               | Best Friends              | 2 maggio 2011     | 23 dicembre 2011 |
| 2  | Il country club              | Members Only              | 10 maggio 2011    | 24 dicembre 2011 |
| 3  | L'inquinatore                | Jailbird and Jailbunny    | 17 maggio 2011    | 25 dicembre 2011 |
| 4  | Pesce e ospiti               | Fish and Visitors         | 24 maggio 2011    | 26 dicembre 2011 |
| 5  | Talent show                  | Monster Talent            | 31 maggio 2011    | 27 dicembre 2011 |
| 6  | Compagni di scuola           | Reunion                   | 7 giugno 2011     | 28 dicembre 2011 |
| 7  | Vacanze rilassanti           | Casa de Calma             | 14 giugno 2011    | 29 dicembre 2011 |
| 8  | Il cane della Tasmania       | Devil Dog                 | 21 giugno 2011    | 30 dicembre 2011 |
| 9  | La storia di Foghorn Leghorn | The Foghorn Leghorn Story | 28 giugno 2011    | 31 dicembre 2011 |
| 10 | Scapoli d'oro                | Eligible Bachelors        | 5 luglio 2011     | 1º gennaio 2012  |
| 11 | L'invenzione                 | Peel of Fortune           | 12 luglio 2011    | 2 gennaio 2012   |
| 12 | Come conquistare una ragazza | Double Date               | 19 luglio 2011    | 3 gennaio 2012   |
| 13 | Bowling, che passione!       | To Bowl or Not to Bowl    | 26 luglio 2011    | 4 gennaio 2012   |
| 14 | Il ladro del giornale        | Newspaper Thief           | 23 agosto 2011    | 5 marzo 2012     |
| 15 | Nuovo becco, nuovo lavoro    | Bugs & Daffy Get a Job    | 30 agosto 2011    | 6 marzo 2012     |
| 16 | Istinto paterno              | That's My Baby            | 6 settembre 2011  | 7 marzo 2012     |
| 17 | Pizza che passione!          | Sunday Night Slice        | 13 settembre 2011 | 8 marzo 2012     |
| 18 | DMV                          | The DMV                   | 20 settembre 2011 | 9 marzo 2012     |
| 19 | Poliziotto fuori servizio    | Off Duty Cop              | 25 ottobre 2011   | 12 marzo 2012    |
| 20 | Papero in carriera           | Working Duck              | 1º novembre 2011  | 13 marzo 2012    |
| 21 | Addio partita!               | French Fries              | 8 novembre 2011   | 14 marzo 2012    |
| 22 | Presi per i capelli          | Beauty School             | 15 novembre 2011  | 15 marzo 2012    |
| 23 | Un amico per la pelle        | The Float                 | 22 novembre 2011  | 16 marzo 2012    |
| 24 | Premio Nobel                 | The Shelf                 | 24 gennaio 2012   | 19 marzo 2012    |
| 25 | Festa a sorpresa             | The Muh-Muh-Muh-Murder    | 31 gennaio 2012   | 20 marzo 2012    |
| 26 | Aiutiamo la vecchiaccia      | Point, Laser Point        | 7 febbraio 2012   | 21 marzo 2012    |

### Migliori amici
- Titolo originale: Best Friends

Volendo provare la sua amicizia con Bugs Bunny, Daffy Duck decide di invitare se stesso e l'amico al game show chiamato "Migliori Amici", dove i migliori amici si rispondono le domande l'un l'altro. La mancanza di conoscenza di Daffy su Bugs, però, compromette la loro amicizia, e quindi, per farsi perdonare, il papero pensa a un'alternativa: usando la carta di credito del coniglio, acquista di persona dei biglietti per una crociera, dove mostra più e più volte la sua attenzione all'amico, ma con metodi poco ortodossi. Alla fine, però, Bugs riesce a convincerlo che il loro rapporto d'amicizia va bene cosi come è.

### Il country club
- Titolo originale: Members Only

Bugs incontra Lola Bunny, e i due escono per un appuntamento, dove però, mentre il coniglio la trova molto fastidiosa, lei, al contrario, si innamora di Bugs. Quest'ultimo, confidandosi con Daffy sul fatto che la ritenga folle, decide di rompere con Lola, ma questa la scambia per una proposta di matrimonio. Incapace di farla ragionare, Bugs usa le parole del giuramento di matrimonio per rompere con lei; tuttavia, Lola lo lascia per stare col suo spasimante, Pepé Le Pew.

### L'inquinatore
- Titolo originale: Jailbird and Jailbunny

### Pesce e ospiti
- Titolo originale: Fish and Visitors

### Talent Show
- Titolo originale: Monster Talent

### Compagni di scuola
- Titolo originale: Reunion

### Vacanze rilassanti
- Titolo originale: Casa de Calma

### Il cane della Tasmania
- Titolo originale: Devil Dog

### La storia di Foghorn Leghorn
- Titolo originale: The Foghorn Leghorn Story

### Scapoli d'oro
- Titolo originale: Eligible Bachelors

### L'invenzione
- Titolo originale: Peel of Fortune

### Come conquistare una ragazza
- Titolo originale: Double Date

### Bowling, che passione!
- Titolo originale: To Bowl or Not to Bowl

### Il ladro del giornale
- Titolo originale: Newspaper Thief

### Nuovo becco, nuovo lavoro
- Titolo originale: Bugs & Daffy Get a Job

### Istinto paterno
- Titolo originale: That's My Baby

### Pizza che passione!
- Titolo originale: Sunday Night Slice

### DMV
- Titolo originale: The DMV

### Poliziotto fuori servizio
- Titolo originale: Off Duty Cop

### Papero in carriera
- Titolo originale: Working Duck

### Patatine fritte
- Titolo originale: French Fries

### Presi per i capelli
- Titolo originale: Beauty School

### Un amico per la pelle
- Titolo originale: The Float

### Premio Nobel
- Titolo originale: The Shelf

### Festa a sorpresa
- Titolo originale: The Muh-Muh-Muh-Murder

### Aiutiamo la vecchiaccia
- Titolo originale: Point, Laser Point

## Stagione 2
| Nº | Titolo                        | Titolo originale                                   | Prima TV USA      | Prima TV Italia |
| -- | ----------------------------- | -------------------------------------------------- | ----------------- | --------------- |
| 1  | Dolci strategie               | Bobcats on Threel                                  | 1 aprile 2013     | 2 aprile 2014   |
| 2  | Posta, foto e denti rotti     | You've Got Hate Mail                               | 8 aprile 2013     | 3 aprile 2014   |
| 3  | Paura dei ragni               | Itsy Bitsy Gopher                                  | 15 aprile 2013    | 4 aprile 2014   |
| 4  | Un professore tutto matto     | Rebel Without a Glove                              | 22 aprile 2013    | 5 aprile 2014   |
| 5  | Una bugia tira l'altra        | Semper Lie                                         | 13 maggio 2013    | 8 aprile 2014   |
| 6  | Papà affittasi                | Father Figures                                     | 20 maggio 2013    | 9 aprile 2014   |
| 7  | Soddisfatti licenziati        | Customer Service                                   | 27 maggio 2013    | 10 aprile 2014  |
| 8  | La maratona della discordia   | The Stud, the Nerd, the Average Joe, and the Saint | 17 giugno 2013    | 11 aprile 2014  |
| 9  | Oggetti smarriti              | It's a Handbag                                     | 24 giugno 2013    | 12 aprile 2014  |
| 10 | Cercasi natale disperatamente | A Christmas Carol                                  | 1 luglio 2013     | 15 aprile 2014  |
| 11 | Guaio al tartufo              | We're in Big Truffle                               | 29 luglio 2013    | 2 giugno 2014   |
| 12 | Lettera al caro John          | Dear John                                          | 5 agosto 2013     | 16 aprile 2014  |
| 13 | Un fidanzato per Tina         | Daffy Duck, Esquire                                | 12 agosto 2013    | 17 aprile 2014  |
| 14 | Distendi le ali e vola        | Spread Those Wings and Fly                         | 2 settembre 2013  | 9 giugno 2014   |
| 15 | La pausa di primavera         | The Black Widow                                    | 9 settembre 2013  | 9 giugno 2014   |
| 16 | La torta della nonna          | Mrs. Porkbunny's                                   | 16 settembre 2013 | 9 giugno 2014   |
| 17 | Alla conquista del gribbler   | Gribbler's Quest                                   | 23 settembre 2013 | 2 giugno 2014   |
| 18 | Lezioni di piano              | The Grand Old Duck of York                         | 30 settembre 2013 | 16 giugno 2014  |
| 19 | Un viaggio ridicolo           | Ridiculous Journey                                 | 7 ottobre 2013    | 16 giugno 2014  |
| 20 | Rapaci e carapaci             | Shell Game                                         | 14 ottobre 2013   | 3 luglio 2014   |
| 21 | L'anno del papero             | Year of the Duck                                   | 21 ottobre 2013   | 23 giugno 2014  |
| 22 | Elezione di classe            | Gossamer is Awesomer                               | 11 novembre 2013  | 9 giugno 2014   |
| 23 | Pericolo: Nozze in corso      | Here Comes the Pig                                 | 18 novembre 2013  | 10 giugno 2014  |
| 24 | Mr. Wurstel                   | Mr. Weiner                                         | 25 novembre 2013  | 11 giugno 2014  |
| 25 | Migliori amici di nuovo       | Best Friends Redux                                 | 2 dicembre 2013   | 18 giugno 2014  |
| 26 | Superconiglio                 | SuperRabbit                                        | 27 agosto 2014    | 19 giugno 2015  |